# Lingue indoarie
Le lingue indoarie sono un ramo della famiglia linguistica indoeuropea. Esse formano un sottogruppo delle lingue indoiraniche, insieme alle lingue iraniche.
Il SIL International stimava nel 2005 un totale di 209 varietà linguistiche: le più diffuse in termine di madrelingue erano l'indostano (hindi e urdu, circa 540 milioni), il bengalese (circa 200 milioni), il punjabi (circa 100 milioni), il marathi (circa 70 milioni), il gujarati (circa 45 milioni), l'oriya (circa 30 milioni) e il sindhi (circa 20 milioni), con un totale di oltre 900 milioni di persone che parlano una delle lingue di questa famiglia.

## Storia
Le prime attestazioni di questo gruppo si hanno dal vedico, la lingua usata negli antichi testi del subcontinente indiano, il canone fondamentale dell'induismo, conosciuti come i Veda. Il superstrato indoario nella lingua del Mitanni risale ad un periodo simile a quello dei Rigveda, ma è evidenziato solo da pochi prestiti.
All'incirca nel IV secolo a.C. venne codificata la lingua sanscrita e standardizzata dal grammatico Pāṇini, lingua chiamata "sanscrito classico" per convenzione. All'infuori del sanscrito, che costituiva una lingua letteraria, i dialetti vernacolari (detti pracriti), continuavano ad evolversi.
Nel medioevo i pracriti si diversificarono i vari dialetti detti medio-indiani. "Apabhraṃśa" è il termine convenzionale per i dialetti di transizione tra i medio-indiani e i primi indiani moderni, coprendo un lasso di tempo tra il VI ed il XIII secolo. Alcuni di questi dialetti furono al centro di una considerevole produzione letteraria; Il Sravakachar di Devasena (datato intorno al 930) viene considerato il primo libro hindi.
Il maggior cambiamento avvenne con l'invasione musulmana dell'India tra il XIII ed il XVI secolo. Nel fiorente impero moghul il persiano divenne molto influente e una lingua di prestigio alle corti islamiche. Ad ogni modo il persiano venne presto sostituito dall'urdu. Questa lingua indoaria nacque come combinazione di elementi lessicali persiani su una grammatica indoaria.
Le due principali lingue che si formarono dagli Apabhransa furono il bengali e l'hindi; altre lingue minori furono il gujarati, l'oriya, il marathi, ed il punjabi.
Nelle zone a maggioranza hindi, la forma principale era il Braj-bhasha, che viene parlato ancora oggi, ma venne rimpiazzato come dialetto guida dal Khari Boli. Comunque larga parte del vocabolario hindi deriva dal persiano-arabo.
Questa condizione rimase fino alla ripartizione del Dominion dell'India in due stati separati, India e Pakistan, nel 1947. L'indostano (urdu) venne rimpiazzato dall'hindi standard come lingua ufficiale dell'India, e in breve le parole di origine persiana o araba dell'urdu cominciarono ad essere eliminate dal corpus lessicale hindi, al fine di rendere la lingua ufficiale più "indiana". Ciò comportò l'inizio della sanscritizzazione della lingua. Le parole persiane nel parlato comune vennero lentamente rimpiazzate da parole sanscrite, a volte prese direttamente in prestito, o in composti moderni. Al giorno d'oggi esiste un continuum hindi-urdu, con una lingua urdu pesantemente arabizzata da un lato e un hindi sanscritizzato dall'altra, anche se la grammatica di base rimane identica. La maggior parte della gente parla una via di mezzo, il cosiddetto "indostani".

## Lista delle lingue
(l'asterisco indica le lingue estinte)
- Lingua vedica*
- Lingua sanscrita
- Lingua pāli*

- Zona centrale
  - Lingua indostana (principalmente lingua hindi e lingua urdu, inoltre la lingua awadhi)
  - Lingua punjabi
  - Lingua rajasthani (principalmente la lingua marwari)
- Zona orientale (lingue magadha)
  - Lingue bihari
    - Lingua angika
    - Lingua bhojpuri
    - Lingua indostano-caraibica
    - Lingua kudmali
    - Lingua magadhi
    - Lingua magahi
    - Lingua maithili
    - Lingua majhi
    - Lingua musasa
    - Lingua panchpargania
    - Lingua oraon sadri
    - Lingua sadri
    - Lingua surjapuri

  - Lingue bengalesi-assamesi
    - Lingua assamese
    - Lingua bengalese
    - Lingua bishnupriya
    - Lingua chittagong
    - Lingua rohingya

  - Lingua oriya
- Zona settentrionale (lingue pahari)
  - Pahari orientali (parlate nel Nepal)
    - Lingua jumli
    - Lingua palpa
    - Lingua nepalese

  - Pahari Centrali (due lingue parlate, in diversi dialetti, nello stato indiano dello Uttarakhand, regioni del Kumaon e Garhwal)
    - Lingua kumaoni
    - Lingua garhwali

  - Pahari occidentali (17 lingue parlate nello Himachal Pradesh e nella Divisione del Jammu in India)
    - Lingua bhadrawahi
    - Lingua bhattiyali
    - Lingua bilaspuri
    - Lingua chambeali
    - Lingua churahi
    - Lingua dogri
    - Lingua gaddi
    - Lingua harijan kinnauri
    - Lingua hinduri
    - Lingua jaunsari
    - Lingua kangri
    - Lingua kullu pahari
    - Lingua mahasu pahari
    - Lingua mandeali
    - Lingua pahari-potwari
    - Lingua pangwali
    - Lingua sirmauri
- Zona nord-occidentale
  - Lingua sindhi
  - Lingue dardiche
    - Lingue di chitral
      - Lingua kalasha
      - Lingua khowar

    - Lingua kashmiri
    - Lingue kohistane
      - Lingua bateri
      - Lingua chilisso
      - Lingua gowro
      - Lingua kalami o kalam kohistani
      - Lingua kalkoti
      - Lingua indus kohistani
      - Lingua tirahi
      - Lingua torwali
      - Lingua wotapuri-katarqalai

    - Lingue kunar
      - Lingue pashai
        - Lingua pashai nord-orientale
        - Lingua pashai nord-occidentale
        - Lingua pashai sud-orientale
        - Lingua pashai sud-occidentale

      - Lingua dameli
      - Lingua gawar-bati
      - Lingua grangali
      - Lingua shumashti
      - Lingue shina
        - Lingua brokskat
        - Lingua kohistani shina
        - Lingua phalura o palula
        - Lingua savi
        - Lingua shina
        - Lingua ushojo

  - Lingue Lahnda
    - Lingua saraiki
    - Lingua hindko
    - Lingua mirpur punjabi
- Zona meridionale
  - Lingua maldiviana
  - Lingua singalese
- Zona occidentale
  - Lingua gujarati
  - Lingua konkani
  - Lingua marathi